# Rudersdal Kommune
Rudersdal Kommune er en kommune i det nordlige Storkøbenhavn under Region Hovedstaden.
I forbindelse med Kommunalreformen i 2007 opstod Rudersdal Kommune ved en sammenlægning af flg.:
- Søllerød Kommune (Københavns Amt)
- Birkerød Kommune (Frederiksborg Amt)

Rudersdal Kommune har taget navn efter Rudersdal Kro (i tidligere tider Rude Stald). Kroen har navn efter den allerede i middelalderen nedlagte landsby Rude, der også har givet navn til Rude Skov. I kommunen ligger dele af Sjælsø og Furesø. Arealet af vand udgør omkring 10 km² af kommunens i alt 73 km².
Rudersdal Rådhus har til huse i det tidligere Søllerød Rådhus i Holte, der er tegnet af Arne Jacobsen og Flemming Lassen.
Kommunen blev dannet 1. januar 2007 efter svære fødselsvanskeligheder.
Borgmesteren i Birkerød Ove C. Alminde var i tvivl om de økonomiske fordele ved sammenlægningen i foråret 2005, og Birkerød Byråd udskrev en folkeafstemning om sammenlægningen der blev afholdt d. 12. april 2005. 8.075 stemte, og med 50,65% ja-stemmer fortsatte arbejdet med sammenlægningen. Der blev ikke holdt folkeafstemning i Søllerød Kommune.

## Byer
| Kommunens største byer |                        |                   |
| Nr                     | By                     | Indbyggere (2011) |
| 1                      | Birkerød               | 20.008            |
| 2                      | Trørød del af Hørsholm | 12.443            |
| 3                      | Søllerød               | 7.975             |
| 4                      | Holte                  | 6.373             |
| 5                      | Nærum                  | 5.322             |
| 6                      | Skodsborg              | 1.169             |
| 7                      | Brådebæk               | 971 (2009)        |
| 8                      | Ravnsnæs               | 682               |
| 9                      | Høsterkøb              | 298               |
| 10                     | Vedbæk                 | 3.500             |

## Politik
| 3 | 2 | 2 |  | 4 | 14 |  |

| 16 | 11 |

| 3 | 1 | 4 | 2 | 4 | 9 |

| 14 | 9 |

| 3 | 1 | 3 | 1 | 4 | 1 | 9 | 1 |

| 13 | 10 |

| 4 | 2 | 4 | 1 | 3 | 8 | 1 |

| 15 | 8 |

| 3 | 2 | 9 | 1 | 2 | 5 | 1 |

| 13 | 10 |

| 3 | 2 | 8 | 1 | 2 | 5 | 1 | 1 |

| 13 | 10 |

### Borgmestre
| Navn           | Parti                       | Periode                          |
| -------------- | --------------------------- | -------------------------------- |
| Erik Fabrin    | Venstre                     | Januar 2007 – Oktober 2012       |
| Jens Ive       | Venstre                     | Oktober 2012 – 31. december 2021 |
| Ann Sofie Orth | Det Konservative Folkeparti | 1. januar 2022 –                 |

### Kommunalbestyrelsen 2022-2025
| Navn                         | Parti                                    |
| ---------------------------- | ---------------------------------------- |
| Ann Sofie Orth (Borgmester)  | Det Konservative Folkeparti - 9 mandater |
| Christoffer Buster Reinhardt | Det Konservative Folkeparti - 9 mandater |
| Julie Quass                  | Det Konservative Folkeparti - 9 mandater |
| Nicola Emily Larsen          | Det Konservative Folkeparti - 9 mandater |
| Birgitte Schjerning          | Det Konservative Folkeparti - 9 mandater |
| Flemming Møller              | Det Konservative Folkeparti - 9 mandater |
| Peter Lemmich                | Det Konservative Folkeparti - 9 mandater |
| Elisabeth Ildal              | Det Konservative Folkeparti - 9 mandater |
| Knud Skadborg                | Det Konservative Folkeparti - 9 mandater |
| Jens Ive                     | Venstre - 5 mandater                     |
| Randi Mondorf                | Venstre - 5 mandater                     |
| Søren Hyldgaard              | Venstre - 5 mandater                     |
| Malene Barkhus               | Venstre - 5 mandater                     |
| Jens Kloppenborg-Skrumsager  | Venstre - 5 mandater                     |
| Kristine Thrane              | Socialdemokratiet - 3 mandater           |
| Thomas Lesly Rasmussen       | Socialdemokratiet - 3 mandater           |
| Anette Maj Billesbølle       | Socialdemokratiet - 3 mandater           |
| Anne Christiansen            | Lokallisten - 2 mandater                 |
| Khaled Mustapha              | Lokallisten - 2 mandater                 |
| Court Møller                 | Radikale Venstre - 2 mandater            |
| Jacob Netteberg              | Radikale Venstre - 2 mandater            |
| Christoffer E. Jørgensen     | Enhedslisten - 1 mandat                  |
| Dorte Nørbo                  | Socialistisk Folkeparti - 1 mandat       |

| Navn            | Skiftet fra                 | Skiftet til | Dato              |
| --------------- | --------------------------- | ----------- | ----------------- |
| Julie Quass     | Det Konservative Folkeparti | Løsgænger   | 5. december 2022  |
| Julie Quass     | Løsgænger                   | Venstre     | 28. november 2023 |
| Søren Hyldgaard | Venstre                     | Løsgænger   | 15. maj 2024      |

| Udtrådt  | Indtrådt  | Parti   | Dato              |
| -------- | --------- | ------- | ----------------- |
| Jens Ive | Per Carøe | Venstre | 31. december 2024 |

### Kommunalbestyrelse efter kommunalvalget 2017[8]
Denne kommunalbestyrelse blev valgt pr. 1. januar 2018, og bestod af 23 personer.
| Navn                         | Parti                                    |
| ---------------------------- | ---------------------------------------- |
| Jens Ive (Borgmester)        | Venstre – 8 mandater                     |
| Daniel Ernst Hansen          | Venstre – 8 mandater                     |
| Randi Mondorf                | Venstre – 8 mandater                     |
| Søren Hyldgaard              | Venstre – 8 mandater                     |
| Erik Mollerup                | Venstre – 8 mandater                     |
| Jens Darket                  | Venstre – 8 mandater                     |
| Per Carøe                    | Venstre – 8 mandater                     |
| Anika Rée                    | Venstre – 8 mandater                     |
| Kristine Thrane              | Socialdemokratiet – 4 mandater           |
| Poul Bach                    | Socialdemokratiet – 4 mandater           |
| Thomas Lesly Rasmussen       | Socialdemokratiet – 4 mandater           |
| Erik Eugen Olsen             | Socialdemokratiet – 4 mandater           |
| Kenneth Birkholm             | Det Konservative Folkeparti – 4 mandater |
| Birgitte Schjerning          | Det Konservative Folkeparti – 4 mandater |
| Christoffer Buster Reinhardt | Det Konservative Folkeparti – 4 mandater |
| Jakob Kjærsgaard             | Det Konservative Folkeparti – 4 mandater |
| Trine Dybkjær                | Lokallisten – 3 mandater                 |
| Axel Bredsdorff              | Lokallisten – 3 mandater                 |
| Mona Madsen                  | Lokallisten – 3 mandater                 |
| Court Møller                 | Radikale Venstre – 2 mandater            |
| Kirstine Flarup Tofthøj      | Radikale Venstre – 2 mandater            |
| Elisabeth Ildal              | Liberal Alliance – 1 mandat              |
| Jacob Jensen                 | Enhedslisten – 1 mandat                  |

| Parti             | Antal      |
| ----------------- | ---------- |
| Venstre           | 8 mandater |
| Konservative      | 5 mandater |
| Socialdemokratiet | 4 mandater |
| Lokallisten       | 3 mandater |
| Radikale Venstre  | 2 mandater |
| Enhedslisten      | 1 mandat   |
| Liberal Alliance  | 0 mandater |

| Navn            | Skiftet fra      | Skiftet til  | Dato         |
| --------------- | ---------------- | ------------ | ------------ |
| Elisabeth Ildal | Liberal Alliance | Konservative | 20. maj 2020 |

| Dato               | Udtrådt                 | Indtrådt                | Parti           |
| ------------------ | ----------------------- | ----------------------- | --------------- |
| 22. november 2018  | Kenneth Birkholm        | Lars Engelberth         | Konservative    |
| 19. juni 2019      | Kirstine Flarup Tofthøj | Jacob Netteberg         | Radikal Venstre |
| 13. september 2019 | Søren Hyldgaard         | Maiken Gjerrow Andersen | Venstre         |
| 4. december 2019   | Axel Bredsdorff         | Anne Christiansen       | Lokallisten     |

### Stående udvalg[14]
Under Rudersdal Kommunes kommunalbestyrelse findes syv stående udvalg. Derudover har kommunalbestyrelsen valgt at nedsætte et midlertidigt politisk udvalg – Bycenterudvalget.

#### Byplanudvalget
Udvalgets ansvarsområde omfatter kommunens opgaver vedrørende bygge- og boligforhold på arealanvendelsesområder, herunder opgaver vedrørende lokalplaner, fredningslovgivning, administration af bygge- og beskyttelseslinjer i henhold til naturbeskyttelsesloven, kystsikring samt servitutter og deklarationer. Under udvalget er der politikområdet Faste ejendomme, som omfatter ejendomsadministration af kommunale bolig- og erhvervslejemål samt andre arealer, som udlejes.

#### Miljø- og Teknikudvalget
Miljø- og Teknikudvalgets ansvarsområde omfatter kommunens veje, stier, pladser, vintertjenesten samt den kollektive busdrift. Kommunens grønne arealer, parker, legepladser, skove og andre naturområder samt kirkegårde hører også til under ansvarsområde.
På miljøområdet hører miljøplanlægning og miljøundersøgelser mv., miljøtilsyn, vedligeholdelse af vandløb og rottebekæmpelse, samt naturbeskyttelse, naturgenopretning og jordforurening til udvalgets ansvarsområde. Renovation, olie- og kemikalieaffald samt genbrug hører også til under dette område. Vand- og spildevandsforsyning er udskilt i et selvstændigt aktieselskab.
Udvalgets ansvarsområde er opdelt i to politikområder: Veje og grønne områder mv. samt Miljø.

#### Kultur- og Fritidsudvalget
Udvalgets ansvarsområde omfatter biblioteker, museer, biografer, kulturarrangementer, musikskole, idrætsanlæg og andre fritidsfaciliteter, Ung i Rudersdal samt folkeoplysning, fritidsundervisning, frivillighed og frivilligt socialt arbejde. Under udvalget er der politikområdet Kultur, Fritid og Idræt.

#### Børne- og Skoleudvalget
Udvalgets ansvarsområde omfatter folkeskoler, efterskoler, privatskoler, specialundervisning, SFO samt en række tilbud til børn i form af vuggestuer, børnehaver, integrerede institutioner, dagpleje og tilbud om tilskud til pasningsordninger. Udvalgets ansvarsområde omfatter desuden tilbud til børn og unge med særlige behov, herunder pædagogisk, psykologisk rådgivning mv. Der varetages ligeledes opgaver vedrørende sundhedspleje og tandpleje herunder en række specialopgaver i relation til børn og unge med behov for en særlig indsats – herunder anbringelsesområdet.
Børne- og Skoleudvalget er opdelt i tre politikområder: Undervisning, Tilbud til børn og unge med særlige behov og Børn.
Børne- og Skoleudvalget bliver rådgivet af to rådgivende organer for kommunens skolevæsen, Skoleforum og Rudersdal Fælleselevråd.

#### Social- og Sundhedsudvalget
Social- og Sundhedsudvalgets ansvarsområde omfatter ældre-, sundheds- og socialområdet. Det indbefatter blandt andet opgaver vedrørende ældreboliger og hjemmehjælp, indsatser på det psykosociale område, handicapområdet og misbrugsområdet samt førtidspensionsområdet.
Desuden hører den kommunale genoptræning, sundhedsfremme og forebyggelse, redningsberedskabet og udgifter til den aktivitetsbestemte medfinansiering af sundhedsvæsenet til udvalgets område.
Endelig hører indsatsen over for hjemløse borgere, voldsramte kvinder og den boligsociale indsats under udvalget.
Udvalget er inddelt i tre politikområder: Sundhedsudgifter, Ældre og Tilbud til voksne med særlige behov.

#### Erhvervsudvalget
Erhvervsudvalgets ansvarsområde omfatter kontanthjælpsområdet, a-dagpengeområdet, sygedagpengeområdet, revalideringsområdet, arbejdsfastholdelse, fleksjob, den aktive beskæftigelsesindsats samt integrationsindsatsen for borgere over 18 år.
Derudover omfatter Erhvervsudvalgets ansvarsområde opgaver vedrørende lokal erhvervsudvikling og virksomhedsservice.
Under Erhvervsudvalget er der politikområderne Beskæftigelse og Erhvervsudvikling mv.

#### Økonomiudvalget
Økonomiudvalgets ansvarsområde omfatter kommunens administration, løn- og personaleforhold, kommunikation og IT-sikkerhed samt planlægning (herunder kommuneplanlægningen, økonomisk planlægning og planlægning af det civile beredskab).
Udvalget varetager endvidere opgaver vedrørende kommunens administrationsbygninger med tilhørende anlæg. Udvalget står desuden for køb og salg af fast ejendom samt indgåelse af lejemål.
Derudover forestår udvalget kommunens forsikringer og samordning af kommunens indkøbsfunktioner.
Under udvalget hører politikområderne Administration, Lån og renter mv. samt Skat, tilskud og udligning.

## Grundskoler i Rudersdal Kommune

### Folkeskoler i Rudersdal Kommune
Rudersdal Kommune er inddelt i 8 skoledistrikter, der bestemmer fordelingen af kommunens folkeskoleelever til de 12 folkeskoler. Rudersdal Kommune har relativt lave udgifter på folkeskolerne; den årlige gennemsnitlige udgift per elev på 63,359 kr., som er den 30. laveste blandt de 98 danske kommuner.

#### Gennemsnitlig Trivsel
Den gennemsnitlige trivsel er god på Rudersdal Kommunes folkeskoler. Ved den sidste trivselsundersøgelse svarede 39.2 procent af Rudersdal Kommunes folkeskolelever i 4. til 9. klasse, at de trives godt. Det er den 7. bedste gennemsnitlige trivsel blandt de 98 danske kommuner.

#### Gennemsnitlig Undervisningskvalitet
Samlet set klarer folkeskoleeleverne i Rudersdal Kommune sig bedre end forventet. Det såkaldte undervisningseffekt var i 2017 positiv: 0.091. En positiv undervisningseffekt betyder at skolerne i gennemsnit præsterer bedre ved afgangsprøverne i 9. klasse end forventet, efter der er taget højde for elevernes socioøkonomiske baggrund.

#### Tabel over folkeskoler i Rudersdal Kommune
| Skole              | Elevantal |
| ------------------ | --------- |
| Birkerød Skole     | 680       |
| Bistrupskolen      | 531       |
| Dronninggårdskolen | 768       |
| Høsterkøb Skole    | 232       |
| Ny Holte Skole     | 506       |
| Nærum Skole        | 454       |
| Sjælsøskolen       | 699       |
| Skovlyskolen       | 431       |
| Toftevangskolen    | 487       |
| Trørødskolen       | 998       |
| Vangeboskolen      | 443       |
| Vedbæk Skole       | 506       |

### Privatskoler i Rudersdal Kommune
I Rudersdal Kommune er der 3 Privatskoler.
| Skole                | Elevantal |
| -------------------- | --------- |
| Birkerød Privatskole | 438       |
| Nærum Privatskole    | 87        |
| Rudersdal Lilleskole | 100       |

## Statistisk kilde
- statistikbanken.dk Danmarks Statistik